# Lexington Challenger
Lexington Challenger (поточна спонсорська назва Top Seed Open, попередні назви Kentucky Bank Tennis Championships and the Fifth Third Bank Tennis Championships) — професійний тенісний турнір, що проводиться на відкритих кортах з твердим покриттям. Турнір наразі є частиною  ATP Challenger Tour та  ITF Women's Circuit. Він проходив щороку на кортах тенісного комплексу Гіларі Дж. Буна в Лексингтоні, Кентуккі, США, починаючи з 1995 для чоловіків та  1997  для жінок.
У 2020 році жіноча частина турніру отримала статус міжнародного турніру WTA. 

## Жіночі фінали

### Одиночний розряд
| Рік                        | Чемпіонка          | Фіналістка       | Рахунок            |
| -------------------------- | ------------------ | ---------------- | ------------------ |
| 2020                       | Дженніфер Брейді   | Джил Тайхманн    | 6–3, 6–4           |
| ↑ Міжнародний турнір WTA ↑ |                    |                  |                    |
| 2019                       | Кім Да Бін         | Енн Лі           | 6–1, 6–3           |
| 2018                       | Аша Мухаммад       | Енн Лі           | 7–5, 6–1           |
| 2017                       | Грейс Мін          | Софія Кенін      | 6–4, 6–1           |
| 2016                       | Міхаелла Крайчек   | Аріна Родіонова  | 6–0, 2–6, 6–2      |
| 2015                       | Нао Хібіно         | Саманта Кроуфорд | 6–2, 6–1           |
| 2014                       | Медісон Бренгл     | Ніколь Гіббс     | 6–3, 6–4           |
| 2013                       | Шелбі Роджерс      | Жулі Куен        | 6–4, 7–6(7–3)      |
| 2012                       | Юлія Глушко        | Йоганна Конта    | 6–3, 6–0           |
| 2011                       | Чічі Шолл          | Аманда Фінк      | 6–1, 6–1           |
| 2010                       | Нара Курумі        | Стефані Дюбуа    | 6–4, 6–4           |
| 2009                       | Саня Мірза         | Жулі Куен        | 7–6(7–5), 6–4      |
| 2008                       | Мелані Уден        | Карлі Галліксон  | 6–4, 6–2           |
| 2007                       | Стефані Дюбуа      | Енн Кеотавонг    | 4–6, 6–3, 6–3      |
| 2006                       | Камій Пен          | Абігайл Спірс    | 7–5, 7–5           |
| 2005                       | Наталі Грандін     | Стефані Дюбуа    | 6–4, 6–3           |
| 2004                       | Камій Пен          | Чон Мі Ра        | 7–5, 6–3           |
| 2003                       | Міхо Саекі         | Саломе Девідзе   | 6–4, 2–6, 7–5      |
| 2002                       | Віржіні Раззано    | Саманта Рівз     | 7–6(7–5), 7–6(7–5) |
| 2001                       | Катаріна Среботнік | Забіне Клашка    | 6–4, 7–5           |
| 2000                       | Дженніфер Гопкінс  | Дон Бут          | 6–3, 6–1           |
| 1999                       | Флоренсія Лабат    | Анабел Еллвуд    | 6–2, 5–7, 6–1      |
| 1998                       | Жулі Пюллен        | Абігейл Тордофф  | 6–4, 6–4           |
| 1997                       | Карін Міллер       | Лізел Горн       | 6–7(5–7), 6–1, 6–2 |
| ↑ Турнір ITF ↑             |                    |                  |                    |

### Пари
| Рік                        | Чемпіонки                              | Фіналістки                             | Рахунок                    |
| -------------------------- | -------------------------------------- | -------------------------------------- | -------------------------- |
| 2020                       | Гейлі Картер Луїза Стефані             | Маріє Боузкова Джил Тайхманн           | 6–1, 7–5                   |
| ↑ Міжнародний турнір WTA ↑ |                                        |                                        |                            |
| 2019                       | Робін Андерсон Жессіка Понше           | Енн Лі Джеймі Лоеб                     | 7–6(7–4), 6–7(5–7), [10–7] |
| 2018                       | Гейлі Картер Ена Сібахара              | Саназ Маранд Вікторія Родрігес         | 6–3, 6–1                   |
| 2017                       | Прісціла Хон Віра Лапко                | Кувата Хіроко Валерія Савіних          | 6–3, 6–4                   |
| 2016                       | Кувата Хіроко Чжу Лінь                 | Софі Чанг Александра Мюллер            | 6–0, 7–5                   |
| 2015                       | Нао Хібіно Емілі Веблі-Сміт            | Ніча Лертпітаксінчай Пеанграрн Пліпюеш | 6–2, 6–2                   |
| 2014                       | Джоселін Рей Anna Smith                | Аояма Шуко Keri Wong                   | 6–4, 6–4                   |
| 2013                       | Ніча Лертпітаксінчай Пеанграрн Пліпюеш | Юлія Глушко Шанель Сіммондз            | 7–6(7–5), 6–3              |
| 2012                       | Аояма Шуко Сюй Їфань                   | Юлія Глушко Олівія Роговська           | 7–5, 6–7(4–7), [10–4]      |
| 2011                       | Тамарин Гендлер Чічі Шолл              | Ліндсі Лі-Вейтерз Меган Мултон-Леві    | 7–6(11–9), 3–6, [10–7]     |
| 2010                       | Бояна Бобусич Крістіна Фузано          | Джеклін Како Сторі Твіді-Єйтс          | 6–4, 6–2                   |
| 2009                       | Чан Кайчень Тетяна Лужанська           | Джеклін Како Алісон Ріск               | 6–3, 6–2                   |
| 2008                       | Чжань Цзіньвей Кімберл Каутс           | Ліндсі Лі-Вейтерз Мелані Уден          | 2–6, 6–3, [10–8]           |
| 2007                       | Сінк Мелінда Ліндсі Лі-Вейтерз         | Кейсі Деллаква Наталі Грандін          | 6–2, 7–6(9–7)              |
| 2006                       | Чжань Цзіньвей Абігайл Спірс           | Акгул Аманмурадова Варвара Лепченко    | 6–1, 6–1                   |
| 2005                       | Вілмарі Кастеллві Саманта Рівз         | Куміко Ідзіма Наміґата Дзюнрі          | 6–2, 6–1                   |
| 2004                       | Клер Карран Наталі Грандін             | Кейсі Деллаква Ніколь Сьювелл          | 7–6(8–6), 6–4              |
| 2003                       | Дженет Лі Джессіка Ленгофф             | Браєнн Стюарт Крістіна Вілер           | 6–4, 6–3                   |
| 2002                       | Міяґі Нана Ірина Селютіна              | Рейчел Маккіллан Лайза Макші           | 6–7(2–7), 6–2, 7–5         |
| 2001                       | Лайза Макші Міяґі Нана                 | Джулі Дітті Мілагрос Секера            | 6–0, 6–4                   |
| 2000                       | Дженет Лі Вінне Пакусья                | Сандра Кейсік Рената Колбович          | 6–2, 3–6, 6–2              |
| 1999                       | Александра Фусаї Флоренсія Лабат       | Кім Ю Ха Жулі Пюллен                   | 6–4, 6–1                   |
| 1998                       | Аманда Грехем Браєнн Стюарт            | Ніпурама Вайдьянатан І Цзінцьянь       | 6–4, 1–6, 6–3              |
| 1997                       | Еллі Хакамі Данієлл Джонс              | Каору Сібата Катаріна Среботнік        | 6–2, 7–5                   |
| ↑ ITF tournament ↑         |                                        |                                        |                            |